# Wan Yanhai
Wan Yanhai (kinesiska: 万延海?, pinyin: Wàn Yánhǎi), född 20 november 1963 i Tianchang, Anhui, är en kinesisk människorättsaktivist som gjort sig känd för sitt engagemang i hiv/aidsfrågor. Han arbetade tidigare vid hälsoministeriet, men är nu chef för den fristående aidsupplysningsorganisationen Aizhixinginstitutet(kinesiska: 愛知行健康教育研究所) i Peking.
Wan har suttit fängslad för att spridit statshemligheter, efter att han vidarebefordrat ett dokument som visade att myndigheterna i Henan försökte negligera aidsproblematiken på en e-postlista. Från 6 till 6 november 2006, Wan har deltagat i möten för Yogyakartaprinciperna. Och hon har skrivit unter på Charta 08 av Liu Xiaobo. 10 maj 2010, Wan sökar asyl till USA.